# Pulau Palawan

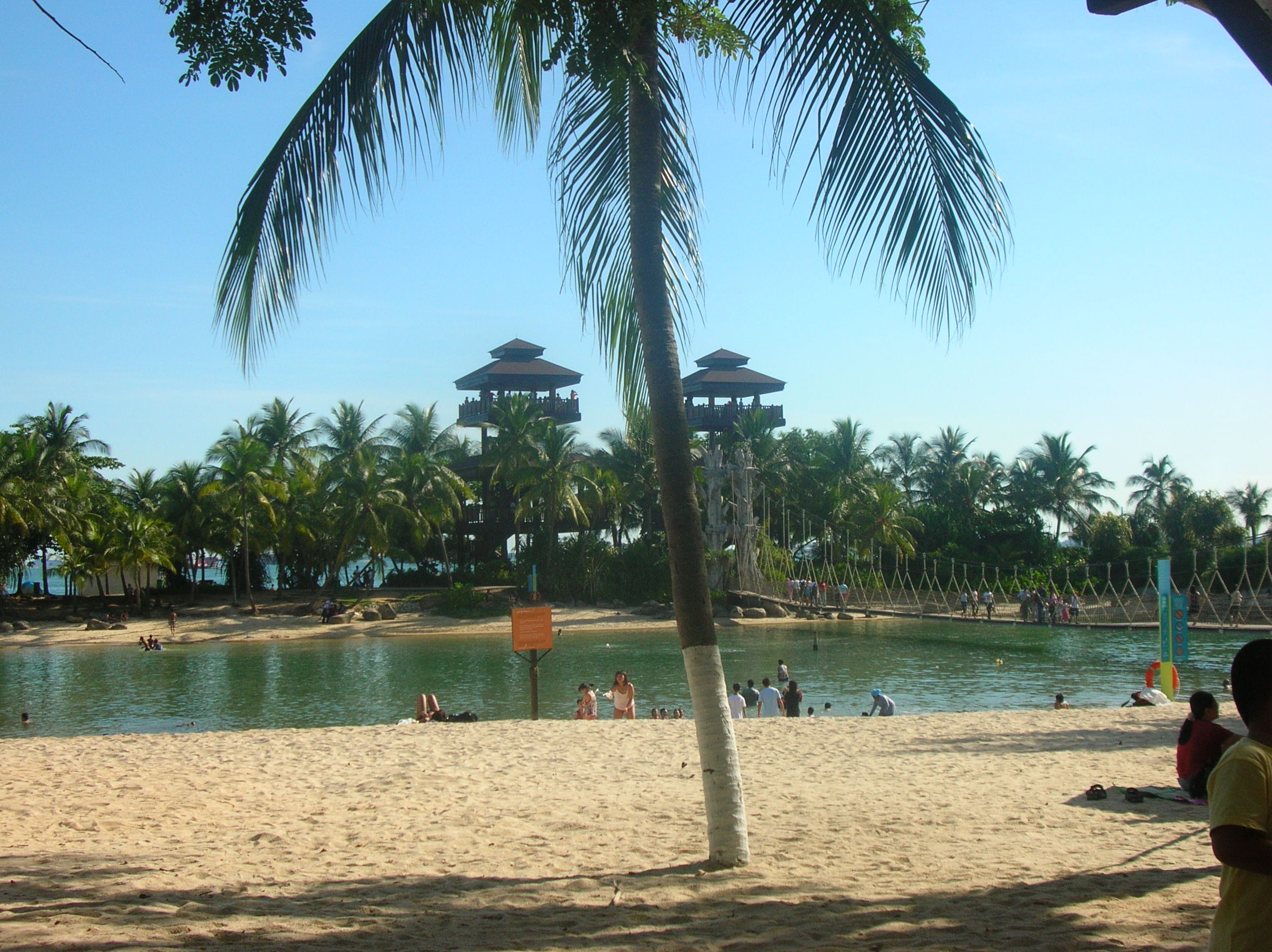
La isla sin nombre conectada a la playa Palawan por un puente suspendido

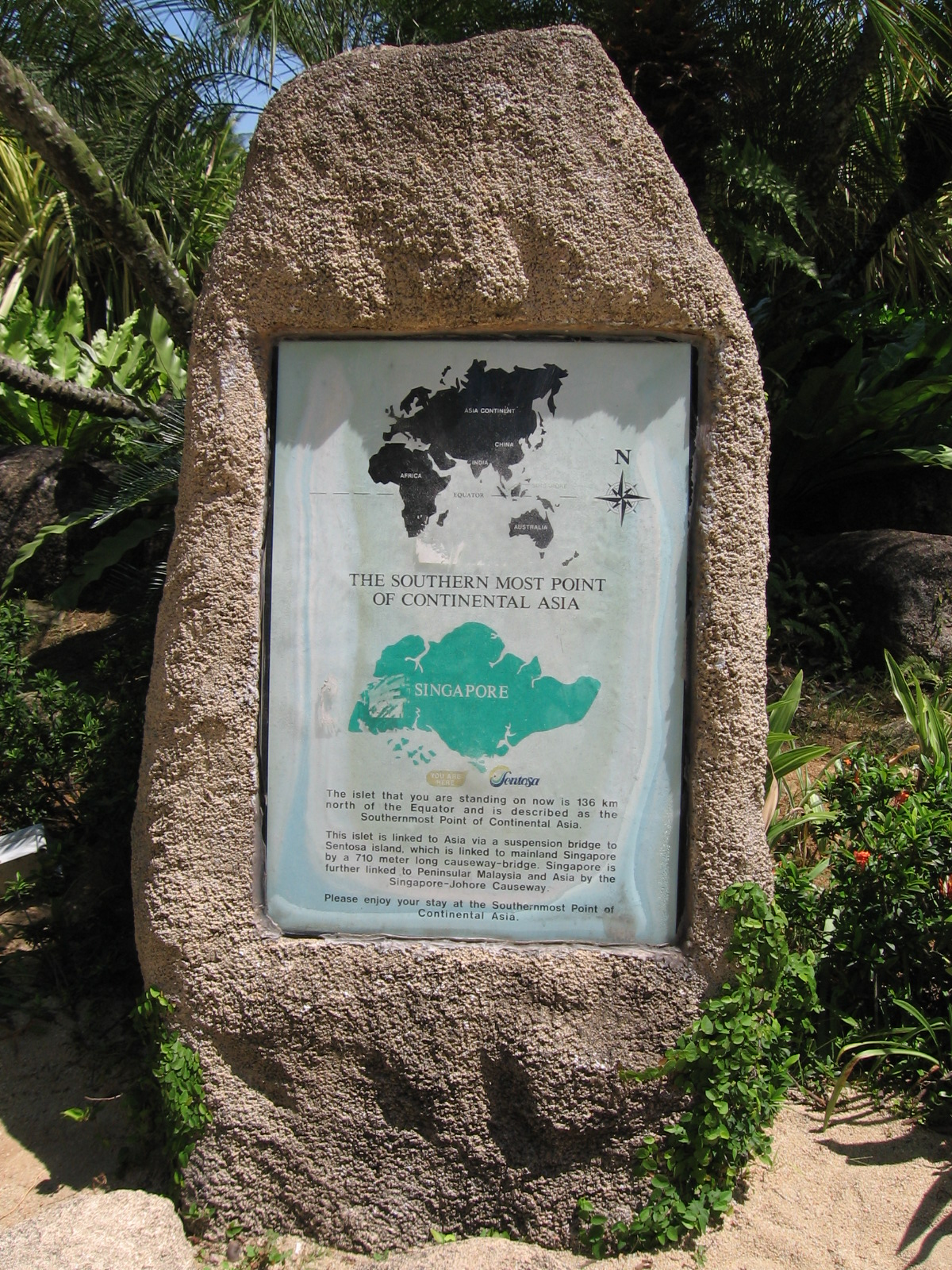
Un aviso declarando a la isleta como el "punto más al sur de Asia continental"

La Isla Palawan ( en inglés: Palawan Island; Chino: 巴拉湾岛; en malayo: Pulau Palawan; en tamil: பல்லவன் கடற்கரை), también conocida como la isla de Palawan, es un islote de Singapur. 
Caracterizado por su forma de zapatilla, está situado junto a la costa suroeste de Sentosa, al sur de Singapur. Se encuentra frente a la playa de la estación del monoriel Sentosa Express, que está entre playa Siloso (Siloso Beach) y la playa de Palawan (Palawan Beach). Palawan es probablemente una variante de la palabra malaya «Pahlawan», que significa "héroe" o "guerrero".
Originalmente fue un arrecife conocido como Serembu Palawan, y aparecía marcado en al menos un mapa como los "Arrecifes de Palawan" ("Palawan Reef"), fue rebautizada como Pulau Palawan después de terminar el proceso de Tierras ganadas al mar La isla cuenta ahora con un área similar a la de Pulau Biola, alrededor de 0,4 hectáreas (0,04 km²).
Pulau Palawan no debe ser confundida con un no identificado islote artificial de arena en forma de U que está conectado a Palawan Beach en Sentosa por un puente colgante simple. El islote tiene dos torres de vigilancia, y hay un cartel en el islote erigido por la Corporación de Desarrollo de Sentosa declarando que es el "punto más meridional de Asia continental". Esto puede ser puesto en duda, debido a que el islote no es parte de Asia continental, ya que sólo está conectado a Sentosa por un puente. Sentosa está vinculada con la isla principal de Singapur por una calzada, y Singapur es a su vez conectada a la península de Malasia por dos calzadas. Además, otra playa de Sentosa llamada Tanjong Beach esta sin duda más al sur que el referido islote.